# Roxton Pond
Roxton Pond est une municipalité canadienne du Québec située dans la MRC de La Haute-Yamaska, en Estrie. 

## Géographie
La municipalité a comme plans d'eau notables le lac Roxton et le réservoir Choinière.  

## Toponymie
« Roxton » serait un emprunt à l'appellation d'un village d'Angleterre situé dans le comté du Bedfordshire, alors que le mot anglais « pond » fait référence à un étang, un petit lac, soit le lac Roxton.

## Histoire
C’est à partir de 1790 que le gouvernement britannique du Canada divisa en cantons les terres réparties à l'est de la vallée de la rivière Richelieu. Les cantons étaient concédés en grande partie à des loyalistes qui, en échange, devaient s’engager à peupler ces territoires pour développer la colonisation.
Le canton de Roxton, qui comprenait les actuels Roxton Pond, Roxton et Roxton Falls, fut donné en 1803 à Elizabeth Ruite, veuve d’un commandant militaire.

## Description
Le territoire de Roxton Pond a une superficie d’environ 100 kilomètres carrés. Il est délimité par les municipalités de Granby, Shefford, Saint-Joachim-de-Shefford, Sainte-Cécile-de-Milton, Saint-Valérien-de-Milton et Roxton.  
Bien que Roxton Pond possède un sol pierreux, il a toujours été attrayant à cause du lac Roxton. Cette nappe d’eau, de forme presque ronde, mesure environ 1 500 mètres de diamètre. L'endroit était aussi attirant pour les défricheurs, non à cause de son sol, mais grâce à ses forêts de pins blancs, de pruches, de cèdres et d’érables, qui devinrent des ressources pour son développement. L'eau du lac Roxton s'écoulant par la rivière Mawcook, cette dernière put fournir de l'énergie hydraulique capable d’alimenter des moulins, ce qui ouvrit la porte à l'établissement de petites industries au XIXe siècle. 
Composé de onze rangs, comme tous les cantons de l’époque, Roxton Pond n’a pas changé dans son territoire cantonal sauf lors de l’aménagement du parc national de la Yamaska. Ce parc a vu le jour à la suite de la rétention des eaux de la rivière Yamaska Nord. Dans les limites du 11e Rang, du chemin Choinière et du 8e Rang Ouest, deux barrages bloquent son cours pour créer un grand réservoir. Cet aménagement a été conçu pour alimenter la rivière Yamaska et pour répondre au besoin d’eau potable de la ville de Granby. Ce réservoir d’eau, appelé réservoir Choinière et occupant la plus grande superficie du parc, est devenu un nouveau lac. En en aménageant les alentours, on prit conscience du potentiel récréatif de ces lieux. C’est ainsi que de lac, on passa au parc. Ce parc à la géographie vallonneuse abrite une flore et une faune particulières. Les activités nautiques, la promenade, l’interprétation de la nature, les sports d’hiver y sont les principales activités récréatives. Roxton Pond est fière de posséder sur son territoire la très grande majorité de la superficie du parc national de la Yamaska. 
La municipalité comprend aussi un hameau nommé Roxton-Sud. 

## Démographie
| 1991  | 1996  | 2001  | 2006  | 2011  | 2016  | 2021  |
| ----- | ----- | ----- | ----- | ----- | ----- | ----- |
| 2 116 | 2 357 | 3 527 | 3 599 | 3 786 | 3 809 | 4 224 |

| Langue              | Population | Pourcentage (%) |
| ------------------- | ---------- | --------------- |
| Français seulement  | 3 455      | 96,37 %         |
| Anglais seulement   | 40         | 1,12 %          |
| Français et Anglais | 10         | 0,28 %          |
| Autres langues      | 80         | 2,23 %          |

## Administration
Les élections municipales se font en bloc et suivant un découpage de six districts. 
| Roxton Pond Maires depuis 2002                                                                                       |                 |         |          |
| Élection | Maire           | Qualité | Résultat |
| 2002 | Raymond Loignon |         | Voir     |
| 2005 | Raymond Loignon | Voir    |          |
| 2009 | Raymond Loignon | Voir    |          |
| 2013 | Raymond Loignon | Voir    |          |
| 2017 | Pierre Fontaine |         | Voir     |
| 2021 | Pierre Fontaine | Voir    |          |
| Élection partielle en italique Depuis 2005, les élections sont simultanées dans toutes les municipalités québécoises |                 |         |          |

## Attraction touristique
- Golf Le Rocher[6]

## Éducation
- L'école primaire de Roxton Pond dessert cette municipalité[7]

## Représentation politique
Au niveau fédéral, Roxton Pond est inclus dans la circonscription de Shefford. Sa députée à la Chambre des communes est Andréanne Larouche du Bloc québécois. La municipalité fait aussi partie de la division sénatoriale de Bedford. Elle est représentée par la sénatrice Rosa Galvez du Groupe des sénateurs indépendants. 
À l'échelon provincial, Roxton Pond est situé dans la circonscription de Johnson. Son député à l'Assemblée nationale est André Lamontagne de la Coalition avenir Québec. 

## Lieu de culte
- Paroisse de Sainte-Prudentienne

## Personnalités liées
- Michel Auger (1830-1909), maire et député fédéral.
- Jacob Nicol (1876-1958), homme politique.
- Marie-Ève Janvier (1984-), chanteuse et animatrice.
- Andrew Ranger (1986-), pilote automobile.